# AS-III
La AS-III, también conocida como Autovía del Acero, es una futura vía de comunicación que pertenecerá a la Red Regional de Carreteras del Principado de Asturias, como alternativa oeste a la "Y" asturiana, junto a la AS-II (alternativa este). Tendrá una longitud aproximada de 38 km y unirá las localidades de Avilés y Riaño, atravesando los concejos asturianos de Avilés, Corvera, Llanera, Siero y Langreo; circunvalando la zona norte-noreste del área urbana de Gijón.
Está planificada como el desdoblamiento de la carretera AS-17 y desde julio de 2025 se encuentra en funcionamiento el tramo que une Posada de Llanera con Riaño. El tramo entre Avilés y Llanera (de unos 15 km) se encuentra paralizado por falta de presupuesto, así como la remodelación del enlace de San Miguel de la Barreda.

## Tramos
| Denominación | Tramo                                      | Año servicio / Estado (2025)                                  | Longitud (km) |
| ------------ | ------------------------------------------ | ------------------------------------------------------------- | ------------- |
|              | Avilés - Posada de Llanera (Oeste)         | Proyecto caducado (pendiente nueva actualización de proyecto) | 15            |
|              | Variante de Posada de Llanera (1ª calzada) | Proyecto caducado (pendiente nueva actualización de proyecto) | 4,9           |
|              | Variante de Posada de Llanera (2ª calzada) | Proyecto caducado (pendiente nueva actualización de proyecto) | 4,9           |
| AS-17        | Posada de Llanera (Este) - Lugones A-66    | 1997                                                          | 3,5           |
| AS-17        | Lugones A-66 - Bobes                       | 2007                                                          | 1,3           |
| AS-17        | Bobes - San Miguel de la Barreda           | 2025                                                          | 1,9           |
| AS-17        | San Miguel de la Barreda - Hevia           | 2013                                                          | 2,5           |
| AS-17        | Hevia - Túneles de Riaño                   | 2014                                                          | 2,2           |
| AS-17        | Túneles de Riaño - Riaño                   | 2014                                                          | 3,8           |